# Antipatros
Antipatros (tiếng Hy Lạp: Ἀντίπατρος, Antipatros; khoảng 397 TCN – 319 TCN) là một vị tướng Macedonia và là người ủng hộ vua Philipos II của Macedonia và Alexandros Đại đế. Vào năm 320 TCN, ông trở thành nhiếp chính cho toàn bộ đế chế của Alexandros. Antipater là một trong các con trai của một nhà quý tộc Macedonia gọi là Iollas hoặc Iolaus  và gia đình ông có mối quan hệ họ hàng xa với triều đại Argead Antipater ban đầu đến từ thành phố Paliura của Macedonia;, ông có một người anh gọi là Cassandros; là chú bên nội của Antigone, con gái Cassandros. Antipater đã có 10 người con từ các bà vợ khác nhau chưa được biết. Con gái của ông là: Phila, Eurydice của Ai Cập và Nicaea của Macedon, trong khi con trai của ông: Iollas, Cassandros, Pleistarchos, Philippos, Nicanor, Alexarchus và Triparadeisus

## Sự nghiệp dưới quyền Philipos II và Alexandros
Không có gì biết về nghề nghiệp lúc đầu của ông cho tới năm 342 TCN, khi ông được bổ nhiệm bởi Philip vào chính quyền Macedon như là người nhiếp chính của ông.Trong khi người tiền nhiệp để lại 3 năm khó khăn và chiến dịch thành công chống lại người Thracian và các bộ tộc Scythia mà đã mở rộng Macedonia tới tận Hellespont. Vào năm 342 TCN, khi người Athen cố gắng để kiểm soát những thị trấn của người Euboea và trục xuất nhà vua có gốc Macedonia, ông đã phái quân Macedonia tới để ngăn cản điều này. Vào mùa thu cùng năm, Antipater tới Delphi, như là đại diện của Philip trong liên minh Amphictyonic,một tổ chức tôn giáo mà Macedon đã tham gia năm 346 TCN.
Sau chiến thắng của Macedonia ở trận Chaeronea năm 338 TCN, Antipater đã được phái đến là đại sứ ở chỗ người Athen (337-336 TCN) để thương lượng một hiệp ước hòa bình và đem trả lại hài cốt của những người Athen đã ngã xuống trong trận đánh.
Ông trở thành một người bạn vĩ đại của cả chàng trai trẻ Alexander và mẹ của ông, Olympias; thậm chí có tin đồn rằng ông là cha của Alexander.Ông đã trợ giúp Alexander trong cuộc đấu tranh để đảm bảo sự thừa kế của mình sau khi Philip mất, năm 336 TCN.
Ông cùng với Parmenion khuyên Alexandros không nên tham gia viễn chinh châu Á cho đến khi kết hôn để đảm bảo sự thừa kế ngai vàng.Ngày nhà vua khởi hành đến châu Á, ông được để lại làm nhiếp chính của Macedonia và làm "thượng đẳng tướng quân (strategos) của châu Âu", ông giữ chức cho đến năm 323 TCN.
Hạm đội Ba Tư dưới quyền Memnon của Rhodes và Pharnabazus rõ ràng là một nguy cơ đáng kể cho Antipatros, họ đã mang chiến tranh tới vùng biển Aegean và đe dọa tiến hành chiến tranh ở châu Âu. May mắn cho vị nhiếp chính, Memnon chết trong cuộc bao vây Mytilene trên hòn đảo Lesbos và phần còn lại của hạm đội còn lại tan tác trong năm 333 TCN, sau chiến thắng của Alexandros tại trận Issus.
Kẻ thù nguy hiểm hơn là ở ngay gần nhà, các bộ lạc ở Thrace nổi loạn vào năm 332 trước Công nguyên, dẫn đầu bởi Memnon của Thrace, thống đốc Macedonia ở khu vực này, sau một thời gian ngắn bởi cuộc nổi dậy của Agis III, vua của Sparta.
Người Sparta, những người đã không phải là thành viên của Liên minh Corinth và không tham gia trong cuộc viễn chinh của Alexandros, đã coi chiến dịch châu Á là cơ hội mà họ được chờ đợi lâu để lấy lại quyền kiểm soát Peloponnese sau thảm họa tại trận Leuctra và Trận Mantinea. Người Ba Tư hào phóng tài trợ cho những tham vọng của Sparta, giúp cho họ có thể hình thành nên một quân đội 20.000 người. Sau khi nắm quyền kiểm soát toàn bộ đảo Crete, Agis đã cố gắng để xây dựng một mặt trận chống lại Macedonia. Trong khi người Athen vẫn trung lập, người Achaea, Arcadia và Elis trở thành đồng minh của ông, với ngoại lệ quan trọng là thành Megalopolis, trung tâm chống Sparta kiên quyết ở Arcadia. Agis bắt đầu vây hãm thành phố với toàn bộ quân đội của mình vào năm 331 trước Công nguyên.
Vì vậy, để không phải đối phó với hai kẻ thù cùng một lúc, Antipater tha thứ cho Memnon và thậm chí còn cho phép ông ta giữ văn phòng chức vụ của mình ở Thrace, trong khi một khoản tiền lớn tiền đã được gửi về bởi Alexandros. Điều này đã giúp ông xây dựng, cùng với sự giúp đỡ của người Thessaly và nhiều lính đánh thuê, một lực lượng gấp đôi Agis, bản thân Antipater đã dẫn đầu quân đội tiến về phía nam vào năm 330 trước Công nguyên để đối đầu với người Sparta. Vào mùa xuân năm đó, hai quân đội đụng độ gần Megalopolis. Agis ngã xuống cùng với nhiều binh sĩ tốt nhất của mình, nhưng không gây ra được gây tổn thất nặng nề cho người Macedonia.

## Liên kết bên ngoài
- Encyclopedia Britannica 11th Edition (1911)
- Antipater Lưu trữ ngày 27 tháng 4 năm 2015 tại Wayback Machine from Livius.org (Jona Lendering)
- Wiki Classical Dictionary: Antipater Lưu trữ ngày 26 tháng 10 năm 2005 tại Wayback Machine